# Lucavsala
Lucavsala är en ö som ligger i floden Daugava i staden Riga, Lettland.